# قرية دارخوين
قرية دارخوين (بالفارسية: دارخوین) هي قرية تقع في إيران في قسم دار خوين الريفي. يقدر عدد سكانها بـ 2,766 نسمة .